# Сычёва, Лидия Андреевна
Ли́дия Андре́евна Сычёва  (15 мая 1966, село Скрипниково, Воронежская область) — российский прозаик, публицист и редактор, журналистка. Главный редактор литературного интернет-журнала «Молоко» и сайта Славянство — Форум славянских культур. Член Союза писателей России. Живёт в Москве.

## Биография
Родилась в крестьянской семье (фамилия до замужества Харламова). После Заводской средней школы в г. Калаче окончила исторический факультет Воронежского пединститута. Работала преподавателем. Как журналист дебютировала в газете «Комсомольская правда» в 1993 году. В 1995 году поступила в Литературный институт им. А. М. Горького. В 1998 году дебютировала с рассказами в журнале «Новый мир». Как военкор освещала контртеррористическую операцию в Чечне (очерки переведены на английский язык). Награждена знаком «Участник боевых действий» . Работала в «Учительской газете» редактором отдела школ. Выступала против внедрения так называемого «полового воспитания» в учебный процесс, против платного образования и социальной незащищенности учителя. Лауреат премии им. В. Матвеева (за лучшую публикацию по образовательной тематике). Лауреат премии Союза журналистов России. В журнале «Российская Федерация сегодня» была членом редколлегии, парламентским обозревателем. 
Работала главным редактором телепрограммы «Точка зрения» на телеканале «Красная линия». Работала в политическом консалтинге. Была научным сотрудником Института Наследия Министерства культуры РФ. Вела авторскую программу «Современники» в ИА «ANNA-News».

## Творчество
В связи с первой книгой Сычёвой «Предчувствие» (2001) критик Капитолина Кокшенёва отмечала, что автор вошёл в литературу с художнически-зрелой прозой, руководствуясь такими принципами, как красота и ясность изложения, честное отношение к жизни, невозможное без любви к человеку. Документальную повесть «Тайна поэта» (2002) — о творчестве и судьбе поэта Валентина Сорокина, которого Сычёва считает своим учителем не по количеству прочитанных лекций в Литературном институте (он был куратором заочного отделения), но по силе воздействия на формирование её мировоззрения, — один из критиков назвал «учебником патриотизма». В книге очерков «Последний блокпост» выделяется «Ненаписанное интервью» (воссоздающее портрет писателя Владимира Солоухина в последние годы жизни), очерк «Ваш сын и брат матрос Колька» (о матросе-земляке, погибшем на АТП «Курск»), эссе «Неизвестный народ» (о войне в Чечне).
В книге «Вдвоём» главная тема — любовь, «и пишет Лидия Сычёва не только и, может быть, не столько о ней как о вечном чувстве, сколько как об ослепительной новости, которой любовь становится для каждого». Тема любви получила своё продолжение в книге «Уже и больные замуж повыходили», но здесь автор не замкнулся на одном лишь путешествии некой Вечной женской души в поисках тихого семейного счастья. Поднимаются проблемы многоуровневого духовного кризиса — они разноплановы, системны и интегрированы во все сферы общества.

Тема духовного кризиса ведущая и в книге «Эх, славяне!..», которую составили десять статей о современной культуре — в том числе очерк «В плену у биороботов», в котором автор отстаивает идею о том, что над Россией второе десятилетие подряд ставится эксперимент по созданию новой категории людей как биомассы.
Истоки творчества — «мифологически они от Кастальского ключа, но душевно, глубинно для Лидии Сычевой — всегда — от родной земли»; к этим выводам приходят критики после прочтения книги «Три власти». Эта книга «пронизана духом народности», считает критик Руслана Ляшева.
Лидия Сычёва – верный ученик русской классики, считает Мария Бушуева, размышляя о книге «Мёд жизни», «и то, что Владимир Сорокин (писатель абсолютно из другого литературного контекста) стилизовал, полагая отмирающим, Лидия Сычёва воспринимает как образец, вдыхая в создаваемое по классическому образцу живое дыхание сегодняшнего дня» .
«Лидия Сычёва владеет как пером остросоциального художника, так и мастерством «поэта чистого искусства». Ее произведения насыщены конкретикой цвета, света, запаха, звука — человеческими ощущениями, тем, что позволяет увидеть мир во всей его полноте», утверждает кандидат филологических наук Олег Фенчук. Мастерство автора отмечает критик и публицист Ирина Ушакова: «Проза Лидии Сычевой отличается не только ясностью мысли, в ней цельно и смело разворачивается завершенная, осмысленная автором картина мира, в котором мы живем – здесь и сейчас. А характеры и судьбы отдельных героев подчас прописаны виртуозно».

## Публикации
Сычёва активно печатается в литературной периодике: газетах «Литературная Россия», «День литературы», «Российский писатель», журналах «Москва», «Подъём», «Полдень», «Бельские просторы», «Север», «Алтай», «Родная Кубань», «Сихотэ-Алоинь», «Литературный меридиан», «Аврора», «Золотая Ока», «Двина» и др. Она автор очерков и литературно-критических статей о Булате Окуджаве, Викторе Лихоносове, Викторе Бокове, Юрии Прокушеве, Вячеславе Дёгтеве, Зое Прокопьевой, Борисе Екимове, Николае Некрасове, Сергее Есенине, Иване Бунине и др. Сычёва — автор нескольких сотен статей образовательной тематики, как публицист и политический журналист публикуется в журналах «РФ сегодня», «ВВП», «Русский журнал», «Политический журнал», в газетах «Завтра», «Московский комсомолец», «Литературная газета», «Гудок», «Правда»; в интернет-изданиях «Столетие», «Хронос», АПН, Свободная пресса, Русская народная линия и др.
Известна и как главный редактор сайта «Славянство — форум славянских культур».
Рассказы переведены на китайский, немецкий, болгарский и арабский языки.

## Книги
- Предчувствие: Рассказы. М., 2001. — ISBN 5-7949-0094-6.
- Тайна поэта : Док. повесть-размышление о жизни и творчестве [поэта Валентина Сорокина] / Лидия Сычёва. — Челябинск : Танкоград, 2002. — 176 с. Основные кн. В. Сорокина: с. 174. — Библиогр.: с. 175—176. — 500 экз. — ISBN 5-7135-0309-7 (В пер.);
- Последний блокпост: Очерки. М., 2002;
- Вдвоём : Кн. рассказов / Лидия Сычёва. — М. : Андреев. флаг, 2003. — 350 с. (Русская современная проза). Содерж.: Разд.: Предчувствие; За счастьем; Вдвоем. — 10000 экз. — ISBN 5-9553-0023-6.
- Эх, славяне!..: Статьи о культуре. М., 2008;
- Уже и больные замуж повыходили: Кн. рассказов / Лидия Сычёва. — М. : АСТ, Астрель, Харвест, 2008. — 320 с. (Русский романс). — ISBN 978-5-17-053100-4, ISBN 978-5-271-21071-6, ISBN 978-985-16-5796-0.
- Время Бояна. / Лидия Сычёва. — М. : БукиВеди, 2011. — 208 с. с илл. (Литературоведение, литературная критика, публицистика). — ISBN 978-5-425-30172-7.
- Русь в ожидании варягов. Статьи о культуре. — СПб., Алетейя, — 248 с. — ISBN 978-5-91419-735-0.
- Природа русского образа. Книга о русской поэзии и художественном слове. — СПб., Алетейя, — 208 с. с илл. ISBN 978-5-91419-770-1.
- Три власти. Рассказы. — М., 2012., ИТРК, — 318 стр. ISBN 978-5-88010-288-4
- Сёстры. Рассказы. — Роман-газета, 2013, № 6.
- Государственное управление в России в 2000—2012 гг.: модернизация монетизации. — СПб., Алетейя, 2013. — 388 с. (в том числе экономический аспект). — ISBN 978-5-91419-874-6
- Дорога поэта. Книга о жизни и творчестве. КДУ, 2016. — ISBN 978-5-91304-677-2
- Мы всё ещё русские. Вече, 2018. ISBN 978-5-4484-0206-7
- Мёд жизни. Вече, 2019. ISBN 978-5-4484-1479-4
- Встреча с жизнью : Материалы к биографии Валентина Сорокина. У Никитских ворот, 2023. ISBN 978-5-00170-665-6
- Честь таланта : О литературе и России. У Никитских ворот, 2024. ISBN 978-5-00246-012-0

## Интервью
- Главная власть для художника — истина. Беседу вела Екатерина Глушик. Из книги «Что сделать? Беседы о русском развитии». — М.: Форум, 2009. — 256 с.: ил. — ISBN 978-5-89747-014-3.
- Молодо, да не зелено. Беседу вела Руслана Ляшева. Газета «Литературная Россия» № 15, 15.04.2005.
- Запрет на подлость. Беседу вел Илья Колодяжный. Газета «Литературная Россия» № 4, 25.01.2008.
- Юрий Павлов — Лидия Сычёва. Беседы о литературе.
- Интервью журналу «Парус» (Маргарита Зайцева). Надо жить, надо любить, надо работать…
- Интервью блогу «Перемены» (Глеб Давыдов).
- Роскошь или душа народа? Интервью журналу «Югра»
- Итоги 2014-го. Что дальше? Ответы каналу  «Эфир24»
- Максимально честно Беседу вёл Игорь Панин. Литературная газета, 16.07.2014.
- Лидия Сычёва: Нужно иметь очень серьёзные причины, чтобы взяться за перо портал Пиши-читай, 12.10.2014.
- Сначала общество завоевывают чужие идеи, потом — армия. Ural1. Беседа Романа Грибанова с Лидией Сычёвой. 21.04.2016.
- «Мы всё равно победим!..» Луганск 1. Андрей Чернов: интервью с Лидией Сычёвой. 7.06.2017.
- Народ не может жить без правды... Беседу вёл Сергей Коробов. Родная Кубань, 2017/ № 3.
- Лидия Сычёва: Мы всё ещё русские Беседу вела Ирина Ушакова. РНЛ, 28.08.2018
- Лидия Сычёва: «Мы не могли предать свою любовь» Беседовала Ирина Ушакова. Столетие, 26.12.2019
- Писательница Лидия Сычева: «Культура» Сорокина и Шнурова — крик о помощи психиатрам Беседу вёл Алексей Полубота. ФАН, 7 Марта 2020.
- Мир современной литературы — мир женщин? «Учительская газета», № 29 от 21 июля 2020 года.
- «Мы должны понимать, что без труда, в том числе духовного, нас ждёт незавидное будущее» Интервью Лилианы Гречишниковой с Лидией Сычёвой. Родная Кубань, 21.09.2020.
- Начало начал. Беседу вёл Владимир Смирнов. Литературная газета, № 42, 19.10.2022.
- «Лихоносовско-Селезнёвские форумы пронизаны атмосферой правдивости, чистосердечия». Беседа Софьи Бабановой с Лидией Сычёвой. «Родная Кубань», № 4 (105) 2024.

## Премии
- Премия журнала «Москва» (за рассказы, 2000).
- Премия имени Петра Проскурина (за книгу «Вдвоём», 2004).
- Международный конкурс «Литературной России» (за рассказ «На Белорусской площади», 2007).[20]
- Премия им. Александра Невского (за книгу «Эх, славяне!..», 2008).
- Премия им. Андрея Платонова «Умное сердце» (за прозу, 2009).
- Премия «Зодчий» им. Дм. Кедрина (2010).
- Серебряный диплом славянского литературного фестиваля «Золотой Витязь» за книгу «Время Бояна» (2012).
- Шорт-лист Международной литературной премии им. Антона Дельвига за книгу «Русь в ожидании варягов» (2012).
- Международная литературная премия им. Антона Дельвига за книгу «Три власти» (2013).
- Премия журнала «Наш современник» за публицистику (2014).
- Премия журнала «Наш современник» за публицистику (2015).
- Международная литературная премия «Югра» («За вклад в русскую литературу», 2017).
- Большая литературная премия России (за книгу прозы «Три власти», 2018).
- Журналист года (Росспецмаш, «За продвижение разумной экономической политики», 2019).
- Премия «Доверие» от РОО «Челябинцы» (2021).

## Отзывы критиков
- Лангуева-Репьева И. Новый-старый реализм? — В кн. Слово о слове. Статьи новых русских критиков. // М., 2003;
- Огрызко В. Перешагнув границы молодёжной субкультуры. — В кн. Кто сегодня делает литературу в России. Выпуск 2. Современные русские писатели. М., 2008; ISBN 978-5-7809-0113-6;
- Глушик Е. Камо грядеши. — В кн. Прочтение. М, «У Никитских ворот», 2010; ISBN 978-5-91366-143-2;
- Васильева В. Публицистическая концепция Лидии Сычёвой
- Виктор Никитин. Настоящая большая книга. О творчестве Лидии Сычёвой. «Москва» № 8, 2011;
- Ляшева Р. Турнир прозаиков: Лидия Сычёва и Ксения Букша. «Молоко» 05.09.2011.
- Румянцев В. Хотят ли русские власти? О книге Лидии Сычёвой Блоги МК, 17.08.2012
- Ушакова И. Время Бояна — это наше время
- Тюкалова Е. Из горящей избы
- Алексютина Н. Литература как общественное служение
- Жалова А. Русь и современные варяги в зеркале культурологии
- Руденко С. Власть любви. Частный корреспондент
- Шабаева Т. Память, послушай! ЛГ., № 20 15-05-2013.
- Пирогов Л. Родина, свобода, кошелёк или жизнь
- Фенчук О. Под диктатом слова «Подъём», № 9, 2013.
- Балоян И. Проблема личности в рассказах Л. А. Сычёвой. «Культурная жизнь Юга России», № 2 (49), 2013.
- Ляшева Р. Укрощение стихии — природы и глобализма"Огни Кузбасса", 2014, № 1
- Андрюшкин А. Лидия Сычева и «Молоко»: мы говорим первое — подразумеваем второе? 30.07.2014
- Бушуева М. Чудесное и простое. «Наследник», № 9, 2015.
- Свирцева Н. Творчество Лидии Сычевой как маркер гражданских наций.Частный корреспондент, 08.02.2016.
- Балаян И. Боль, негодование и поиск правды, как движущая сила творчества Лидии Сычевой Поволжский педагогический поиск. № 4, 2016.
- Пустовойтова Е. Перебирая века главные страницы. Свободная пресса, 22.09.2016.
- Андрюшкин А. Поэт русской идеи. День литературы. 26.09.2016.
- Синкевич М. Жизнь «настоящая» и жизнь «обычная». День литературы. 24.04.2017.
- Маслова Ю. Мы все еще русские. Или нет?.. Русская вера, 22.10.2018.
- Петров В. Письма о главном.  Адресованы Лидии Сычёвой, автору книги «Мы всё ещё русские» «Сибирь», № 6, 2020.
- Свирцева Н. Многогранность слова и дела. Завтра, 24.12.2019.
- Бушуева М. О книге «Мёд жизни» REGNUM, 25 марта 2020.
- Баранов Ю. В минуты роковые Литературная газета, № 20 (6737) (20.05.2020)
- Ушакова И.  Влюблённый в жизнь. О книге Лидии Сычёвой «Встреча с жизнью» «Слово», No 7 (1079) 14.07.2023.
- Чепасов Н. Ищем ответы на вызовы времени. «Танкоград», No 3, 2021.
- Махова М. О героическом в любви «На русских просторах», No 3, 2020.
- Семёнова В. Слово правды и отваги. «Наш современник», № 7, 2021. С. 278-281.
- Шумейко И. «Встреча с жизнью» поэта Валентина Сорокина Камертон, 18.03.2024.
- Балтин А. Световые линии Лидии Сычёвой Литературная Россия, № 2020 / 44, 26.11.2020.
- Бабанова С. Мать – это всё и даже чуть больше Родная Кубань. 6.11.2020.
- Балтин А. «Мёд жизни» Лидии Сычёвой Русская народная линия. 28.12.2021.
- Лаврёнов П. «Я стоял у огня, плавил кремний и резал…» «Подъём», № 5, 2024.
- Пустовойтова Е. Пересечение с веком Литературная газета, № 29 (6943) (24.07.2024)
- Калус И. Встреча с поэтом — «Встреча с жизнью» Завтра, 24.09.2024.
- Лаврёнов П. Книга об уральском мосале. Лидия Сычева. Встреча с жизнью. Материалы к биографии Валентина Сорокина «Урал», No 9, 2024.
- Лаврёнов П. «Встреча с жизнью» поэта Валентина Сорокина «Волга. XXI век», No 3, 2024. С. 146-150.
- Ушакова И. Ода слову и дому О книге Лидии Сычёвой «Честь таланта». «Наш современник», № 12, 2024.
- Лаврёнов П. Лидия Сычёва. Встреча с жизнью. «Москва», № 1, 2025.